# Середньоаргунськ
Сере́дньоаргу́нськ (рос. Среднеаргунск) — село у складі Краснокаменського району Забайкальського краю, Росія. Адміністративний центр Середньоаргунського сільського поселення.

## Населення
Населення — 322 особи (2010; 449 у 2002).
Національний склад (станом на 2002 рік):
- росіяни — 96 %